# Comisión de Intercambio Cultural, Educativo y Científico entre España y Estados Unidos
La Comisión de Intercambio Cultural, Educativo y Científico entre España y los Estados Unidos de América se estableció en España en 1958 por acuerdo ejecutivo entre los dos países. Desde entonces se conoce como Comisión Fulbright por las becas que administra. El acuerdo se renovó en 1994 ampliando los objetivos de la Comisión original y subrayando su independencia. 
Las becas llevan el nombre del senador J. William Fulbright (1905-1995), responsable de la legislación, vigente aún hoy, que obliga al Congreso de los Estados Unidos a asignar una cantidad anual para el desarrollo del programa. Con el tiempo, el Programa Fulbright es el nombre con el que se conoce al acuerdo para la cooperación cultural y educativa entre Estados Unidos y los países que lo suscriben. España es uno de los países que lo hace a través de la Comisión.   
La Comisión está formada por representantes de los dos países y copresidida por un alto cargo del Ministerio de Asuntos Exteriores y de Cooperación y otro de la Embajada de Estados Unidos en España. La Comisión administra uno de los Programas Fulbright más importantes del mundo por presupuesto y dotación de las becas, gracias, sobre todo, a la contribución que recibe de la administración pública española. El Gobierno de España y los de algunas autonomías financian los costes directos de las becas para españoles y parte de los correspondientes a algunos programas para americanos. El Gobierno de Estados Unidos no solo subvenciona a los becarios estadounidenses en España, sino que  también se hace cargo de los gastos de gestión de los programas en Estados Unidos, seguimiento y apoyo de los becarios españoles, seguros de accidente y enfermedad y el coste completo de alguno de los programas especiales, como las becas de doctorado, de tres años cada una, en  áreas de ciencia y tecnología.